# NGC 502
NGC 502 is een lensvormig sterrenstelsel in het sterrenbeeld Vissen. Het hemelobject ligt 97 miljoen lichtjaar (29,6×106 parsec) van de Aarde verwijderd en werd op 25 september 1862 ontdekt door de Duits-Deense astronoom Heinrich Ludwig d'Arrest.